# Stepnica (stacja kolejowa)
Stepnica – zlikwidowana stacja gryfickiej kolei wąskotorowej w Stepnicy, w województwie zachodniopomorskim, w Polsce. Stacja była końcową dla linii kolejowej wąskotorowej (750–1000 mm) z Gryfic Wąskotorowych. Została zamknięta przed 1996 rokiem.